# Бракель (громада)
Бракель (нім. Brackel) — громада в Німеччині, розташована в землі Нижня Саксонія. Входить до складу району Гарбург. Складова частина об'єднання громад Ганштедт.
Площа — 13,91 км2. Населення становить 1957 ос. (станом на 31 грудня 2021).

## Герб
У червоному полі срібна терлиця.

## Історія
Бракель вперше згадується в документах під 6 лютого 1300 року у записах Монастиря святого Михаїла в Люнебурзі. Проте територія громади була заселення з доісторичних часів, у добу пізнього палеоліту та бронзового віку.
На території Бракеля знайдені пам'ятки Ясторфської культури 550—400 років до н.е.